# لیتسن
لیتسن (به آلمانی: Lietzen) یک شهر در آلمان است که در مرکیش-اودرلند واقع شده‌است. لیتسن ۷۳۳ نفر جمعیت دارد.